# Halden
Halden – norweskie miasto i gmina leżąca w okręgu Østfold. W latach 1665 – 1928 znane jako Fredriskhald. W mieście znajduje się twierdza Fredriksten, będąca dawniej ważnym fortem na granicy ze Szwecją. W 1718 podczas jej oblężenia zginął szwedzki król Karol XII.
Powierzchnia gminy wynosi 642,48 km², co daje jej 178. miejsce w kraju. 595,45 km² zajmuje ląd, a 47,03 km² wody słodkie.
W latach 2020–23 Halden znajdowało się w okręgu Viken, powstałego z połączenia okręgów Østfold, Akershus i Buskerud. Okręg ten rozwiązano z 1 stycznia 2024 i powrócono do poprzednich okręgów.

## Demografia
Według danych z roku 2021 gminę zamieszkuje 31 387 osób. Gęstość zaludnienia wynosi 48,86 os./km². Pod względem zaludnienia Halden zajmuje 33. miejsce wśród norweskich gmin.
Samo miasto zamieszkane jest przez 25 838 osób i gęstość zaludnienia wynosi 1819 os./km².
| ludność stan na 1 stycznia 2005 |         |           |        |
|                                 | kobiety | mężczyźni | razem  |
| osób                            | 13 675  | 13 907    | 27 582 |
| %                               | 49,58%  | 50,42%    | 100%   |

| wykształcenie stan na 1 października 2004 |            |         |        |          |
|                                           | podstawowe | średnie | wyższe | nieznane |
| osób                                      | 4748       | 12 679  | 4159   | 551      |
| %                                         | 21,45%     | 57,28%  | 18,79% | 2,49%    |

## Religia
W mieście znajduje się wspólnota katolicka zorganizowana wokół Kościoła pod wezwaniem Św. Piotra.

## Zabytki
- XVII-wieczna Twierdza Fredriksten.

## Edukacja
Według danych z 1 października 2004:
- liczba szkół podstawowych (norw. grunnskolar): 14
- liczba uczniów szkół podst.: 3574

## Władze gminy

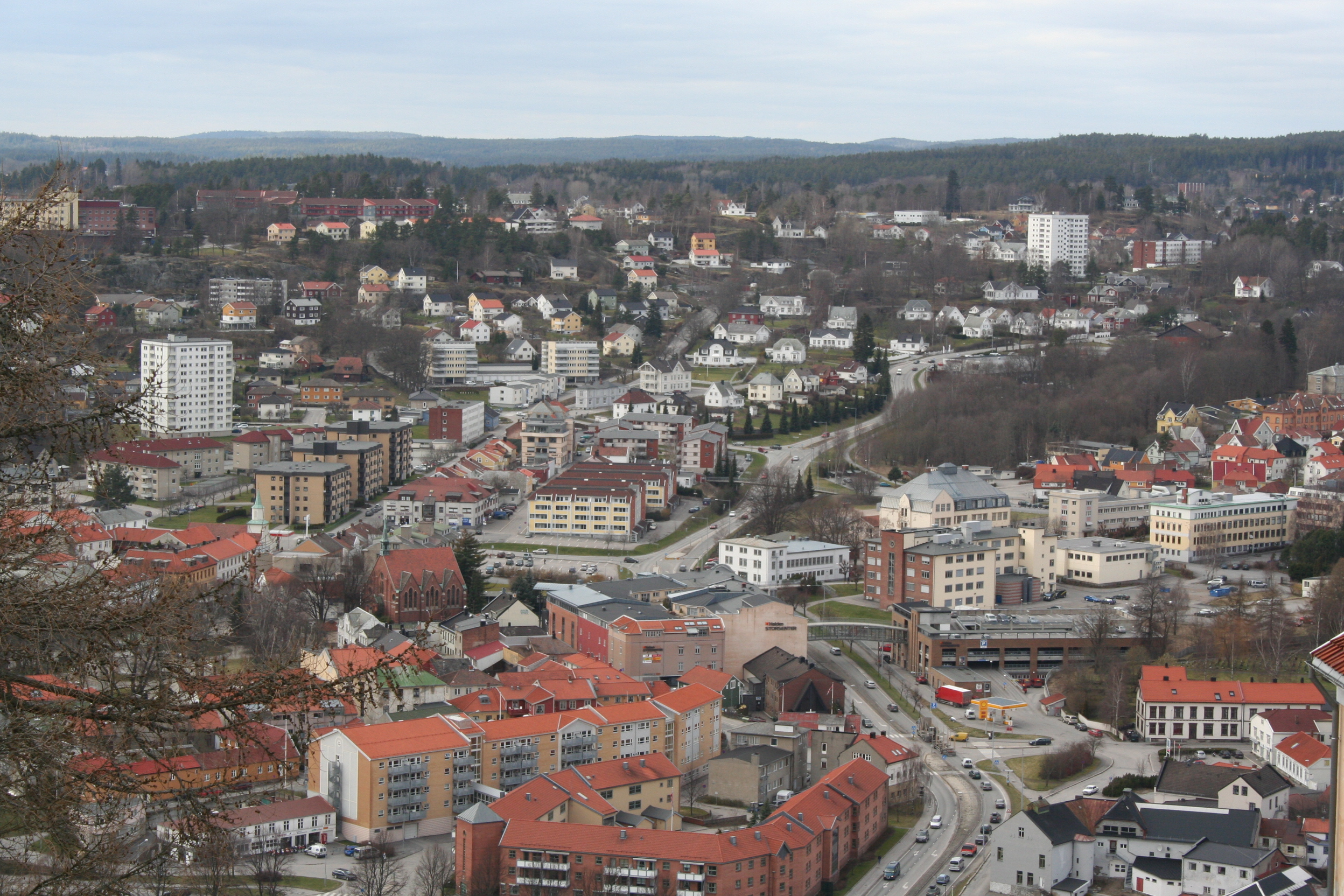
Widok na miasto

Według danych na rok 2020 burmistrzem gminy (norw. Ordfører) jest Anne-Kari Holm a zastępcą burmistrza (norw. Varaordfører) Linn Laupsa.

## Sport
- IK Comet – klub hokejowy.
- Kvik Halden - klub sportowy